# Сан-Луис-де-ла-Пас
Сан-Луис-де-ла-Пас (исп. San Luis de la Paz) — город и административный центр одноимённого муниципалитета в мексиканском штате Гуанахуато. Численность населения, по данным переписи 2010 года, составила 49914 человек.

## Общие сведения
Название San Luis de la Paz было дано в честь Николаса де Сан Луиса Монтаньеса и мира (paz), который он заключил.
Город был основан испанскими переселенцами в 1522 году, и получил статус в 1895 году.

## Известные личности
- Теха Сабре, Альфонсо — мексиканский писатель, историк, политик.